# Rollingwood (Texas)
Rollingwood es una ciudad ubicada en el condado de Travis en el estado estadounidense de Texas. En el Censo de 2010 tenía una población de 1412 habitantes y una densidad poblacional de 798,21 personas por km².

## Geografía
Rollingwood se encuentra ubicada en las coordenadas 30°16′26″N 97°47′11″O / 30.27389, -97.78639. Según la Oficina del Censo de los Estados Unidos, Rollingwood tiene una superficie total de 1.77 km², de la cual 1.77 km² corresponden a tierra firme y (0%) 0 km² es agua.

## Demografía
Según el censo de 2010, había 1412 personas residiendo en Rollingwood. La densidad de población era de 798,21 hab./km². De los 1412 habitantes, Rollingwood estaba compuesto por el 94.97% blancos, el 0% eran afroamericanos, el 0.21% eran amerindios, el 2.34% eran asiáticos, el 0% eran isleños del Pacífico, el 0.5% eran de otras razas y el 1.98% pertenecían a dos o más razas. Del total de la población el 6.52% eran hispanos o latinos de cualquier raza.